# Venezuela en los Juegos Panamericanos
Venezuela es uno de los países que ha participado ininterrumpidamente en los Juegos Panamericanos desde su primera realización en 1951. Está representada por el Comité Olímpico Venezolano.
Hasta ahora, ha albergado una única edición de los juegos en el año de 1983, con sede en la ciudad de Caracas. En dicho certamen participaron 36 países con un total de 3426 atletas. 
Hasta la fecha, suma 103 medallas de oro, 222 de plata y 296 de bronce, ubicándose en el octavo lugar a nivel histórico, y séptimo en número de medallas totales. Su mejor desempeño en términos de posición en el medallero fue justamente en 1983, cuando ocupó el 4° puesto con 76 medallas, su máximo récord. En términos de medallas, su mejor registro fue en Santo Domingo 2003, donde obtuvo 16 preseas de oro. 

## Medallero
| Año   | Edición | Sede              | Países participantes | Deportistas venezolanos | Países con medallas | Puesto         | Oro            | Plata          | Bronce         | Total          |
| ----- | ------- | ----------------- | -------------------- | ----------------------- | ------------------- | -------------- | -------------- | -------------- | -------------- | -------------- |
| 1951  | I       | Buenos Aires      | 21                   | -                       | 17                  | 11.º           | 0              | 1              | 1              | 2              |
| 1955  | II      | Ciudad de México  | 22                   | -                       | 17                  | 6.º            | 2              | 5              | 11             | 18             |
| 1959  | III     | Chicago           | 25                   | -                       | 19                  | 10.º           | 1              | 7              | 7              | 15             |
| 1963  | IV      | San Pablo         | 22                   | -                       | 18                  | 7.º            | 3              | 5              | 9              | 17             |
| 1967  | V       | Winnipeg          | 29                   | -                       | 21                  | 8.º            | 1              | 4              | 6              | 11             |
| 1971  | VI      | Cali              | 32                   | -                       | 20                  | 10.º           | 2              | 3              | 4              | 9              |
| 1975  | VII     | Ciudad de México  | 33                   | -                       | 23                  | 13.º           | 0              | 1              | 11             | 12             |
| 1979  | VIII    | San Juan          | 34                   | -                       | 21                  | 9.º            | 1              | 4              | 4              | 9              |
| 1983  | IX      | Caracas           | 36                   | -                       | 21                  | 5.º            | 14             | 27             | 35             | 76             |
| 1987  | X       | Indianapolis      | 38                   | -                       | 27                  | 7.º            | 3              | 12             | 12             | 27             |
| 1991  | XI      | La Habana         | 39                   | -                       | 27                  | 8.º            | 4              | 14             | 20             | 38             |
| 1995  | XII     | Mar del Plata     | 42                   | -                       | 31                  | 7.º            | 9              | 14             | 25             | 48             |
| 1999  | XIII    | Winnipeg          | 42                   | -                       | 27                  | 8.º            | 7              | 16             | 17             | 40             |
| 2003  | XIV     | Santo Domingo     | 42                   | -                       | 31                  | 6.º            | 16             | 21             | 27             | 64             |
| 2007  | XV      | Río de Janeiro    | 42                   | 382                     | 32                  | 7.º            | 10             | 25             | 34             | 69             |
| 2011  | XVI     | Guadalajara       | 42                   | 388                     | 29                  | 8.º            | 12             | 27             | 33             | 72             |
| 2015  | XVII    | Toronto           | 41                   | 358                     | 31                  | 8.º            | 8              | 22             | 20             | 50             |
| 2019  | XVIII   | Lima              | 41                   | 282                     | 31                  | 12.º           | 9              | 15             | 20             | 44             |
| 2023  | XIX     | Santiago de Chile | Próximo evento       | Próximo evento          | Próximo evento      | Próximo evento | Próximo evento | Próximo evento | Próximo evento | Próximo evento |
| 2027  | XX      | Barranquilla      | Próximo evento       | Próximo evento          | Próximo evento      | Próximo evento | Próximo evento | Próximo evento | Próximo evento | Próximo evento |
| Total | Total   | Total             | 42                   | -                       | 42                  | 8.º            | 103            | 222            | 296            | 621            |

## Medallas

### Medallas por deporte
La siguiente tabla muestra las medallas obtenidas por deporte, ordenadas por preseas de oro, plata y bronce.
| Deporte           |     |     |     |     |
| ----------------- | --- | --- | --- | --- |
| Halterofilia      | 13  | 36  | 32  | 81  |
| Ciclismo          | 11  | 15  | 15  | 41  |
| Karate            | 11  | 10  | 14  | 35  |
| Taekwondo         | 9   | 11  | 6   | 26  |
| Boxeo             | 8   | 16  | 43  | 67  |
| Esgrima           | 7   | 18  | 25  | 50  |
| Natación          | 7   | 6   | 20  | 33  |
| Sambo             | 7   | 6   | 4   | 17  |
| Tiro              | 6   | 16  | 15  | 37  |
| Atletismo         | 5   | 11  | 13  | 29  |
| Tenis             | 5   | 2   | 6   | 13  |
| Gimnasia          | 4   | 4   | 4   | 12  |
| Lucha             | 3   | 30  | 40  | 73  |
| Judo              | 2   | 15  | 28  | 45  |
| Vela              | 2   | 1   | 0   | 3   |
| Beisbol           | 1   | 0   | 2   | 3   |
| Triatlón          | 1   | 0   | 0   | 1   |
| Voleibol          | 1   | 0   | 0   | 1   |
| Bowling           | 0   | 10  | 5   | 15  |
| Patinaje          | 0   | 4   | 1   | 5   |
| Pelota vasca      | 0   | 3   | 3   | 6   |
| Softbol           | 0   | 2   | 0   | 2   |
| Tenis de mesa     | 0   | 1   | 5   | 6   |
| Canotaje          | 0   | 1   | 4   | 5   |
| Nado sincronizado | 0   | 1   | 2   | 3   |
| Raquetbol         | 0   | 1   | 2   | 3   |
| Equitación        | 0   | 1   | 1   | 2   |
| Voleibol de playa | 0   | 1   | 0   | 1   |
| Remo              | 0   | 0   | 2   | 2   |
| Esquí náutico     | 0   | 0   | 1   | 1   |
| Fútbol            | 0   | 0   | 1   | 1   |
| Tiro con arco     | 0   | 0   | 1   | 1   |
| Total             | 103 | 222 | 296 | 621 |